# Concejo abierto

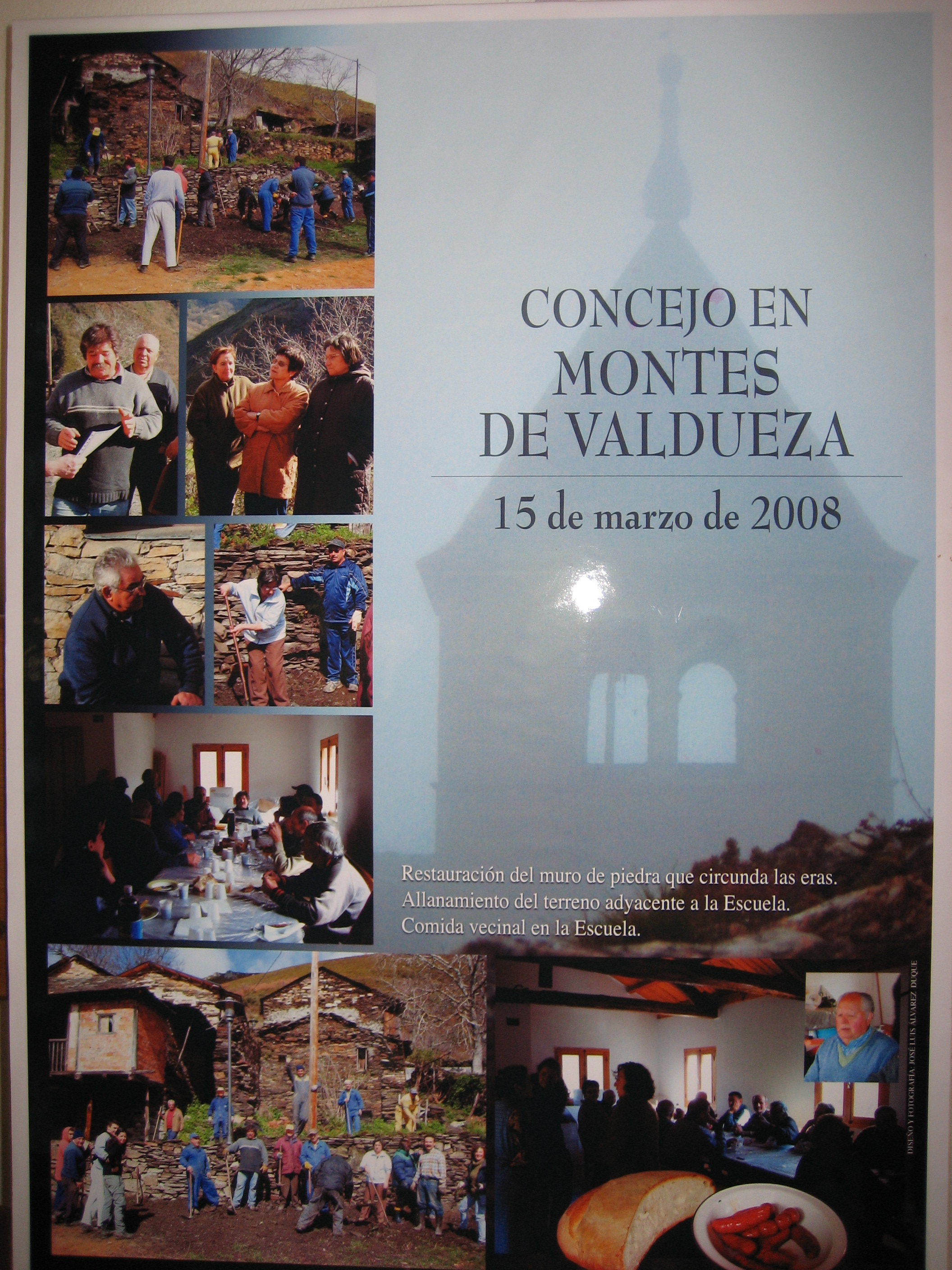
Cartel de concejo en Montes de Valdueza, El Bierzo, León.

El régimen de concejo abierto es un sistema de organización municipal de España en el que pequeños municipios y las entidades de ámbito territorial inferior al municipio que no alcanzan un número significativo de habitantes se rigen por un sistema asambleario (la asamblea de vecinos) que hace las veces de pleno del ayuntamiento.
Este sistema es heredero de los concejos que fueron sistemas políticos en los territorios cristianos de la Alta Edad Media en la península ibérica, en que los vecinos se organizaban en asamblea soberana en la que decidían todos los aspectos relativos al gobierno de cada localidad, entre ellos el aprovechamiento comunal de prados, bosques y montes vecinales con fines ganaderos y agrícolas, de los regadíos y de la explotación del molino, el horno o el pozo de sal, pero también como órgano judicial.
Esta forma de autogobierno popular y local es propia de villas, pueblos, aldeas y ciudades, surge en el siglo IX —tras el derrumbe del poder visigodo—, y funcionará plenamente en las áreas cristianas del norte hasta el siglo XIII, cuando las distintas Coronas, fortalecidas con las conquistas en el sur, comiencen a imponer su propia legislación al pueblo. El concejo estaba íntimamente relacionado con el comunal o batzarre, los campos y bosques de propiedad comunal. Irá gradualmente perdiendo funciones y autonomía y será eliminado de las ciudades y villas, hasta su mínima y residual existencia actual, salvo en el caso de los concejos alaveses, en las juntas vecinales de Cantabria por ley autonómica y en algunas decisiones de las de León, la provincia que más entidades de este tipo conserva de toda España, por tradición consuetudinaria.

## Legislación vigente
Según la legislación vigente el sistema está reservado a los municipios que tradicional y voluntariamente cuenten con ese singular régimen de gobierno y administración. También se aplica este régimen a los municipios cuya localización geográfica, gestión de sus intereses municipales u otras circunstancias lo hagan aconsejable; si bien, en este caso, se requiere la petición de la mayoría de los vecinos, decisión favorable de 2/3 de los miembros del Ayuntamiento y aprobación por la comunidad autónoma.
En el régimen de concejo abierto el gobierno y la administración del municipio corresponde a un Alcalde y a una Asamblea vecinal de la que forman parte todos los electores. Su funcionamiento se ajusta a los usos, costumbres y tradiciones del lugar; en su defecto se aplica la Ley 7/1985, de 2 de abril, Reguladora de las Bases de Régimen Local, y las leyes que, en su caso, hayan dictado las comunidades autónomas, sobre régimen local.
Para el caso de que no exista legislación autonómica sobre la materia, o en caso de que existiendo no diga nada acerca del funcionamiento del Concejo Abierto, el artículo 111 del Reglamento de Organización, funcionamiento y régimen Jurídico de la Entidades Locales, aprobado por Real Decreto 2568/1986, de 28 de noviembre, establece las siguientes reglas acerca del funcionamiento de las Asambleas vecinales en el régimen del Concejo abierto:
- Las asambleas vecinales se reunirán donde tengan por costumbre, celebrarán sesión ordinaria como mínimo una vez al trimestre en día festivo, y serán convocadas a toque de campana, por pregón, por anuncio, o por otro medio de uso tradicional en el lugar.

- Para la válida constitución de dichas asambleas se necesita que haya acudido, al menos, una tercera parte de los vecinos que a ello tengan derecho, presentes o representados. En ningún caso el número de presentes podrá ser inferior a tres. El Secretario y el presidente, o quienes legalmente les sustituyan, deberán estar presentes en todo caso.

- Las representaciones deberán acreditarse mediante documento público, documento privado con la firma legitimada ante notario o poder otorgado ante el secretario del municipio. Ningún vecino podrá representar a más de 1/3 de los miembros de la Asamblea.

- Los acuerdos se adoptan por mayoría de votos.

Por extensión, esta expresión define a las reuniones de un ayuntamiento y su corporación abiertas a la participación de cualquier vecino, no sólo como mero espectador (por ejemplo "...la vecina Josefa García convoca un concejo abierto para presentar su renuncia al acta de concejal").